# Inga Busch

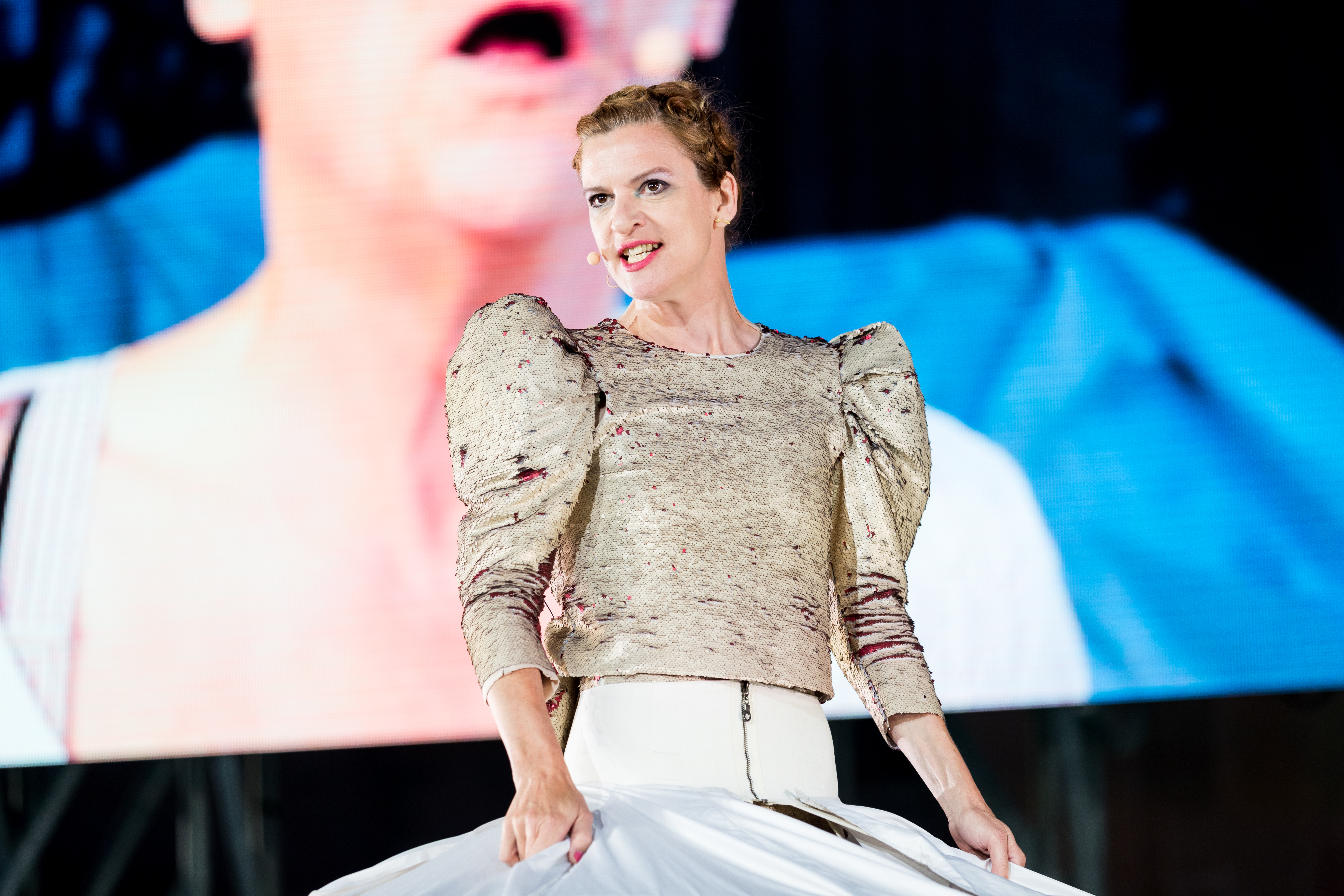
Inga Busch 2019 als Brünhild bei den Nibelungenfestspielen

Inga Busch (* 25. Januar 1968 in Neuss) ist eine deutsche Schauspielerin und Sängerin einer Band namens Taste. Ihren Durchbruch hatte sie 1991 als junge flippige Annarina in Detlev Bucks Filmkomödie Karniggels. Seitdem stand sie bislang in über 100 Film- und Fernsehproduktionen vor der Kamera und wirkte in mehreren Theaterinszenierungen.

## Leben

### Herkunft und Ausbildung
Inga Busch, aufgewachsen im nordrhein-westfälischen Neuss, zog nach dem Abitur nach Berlin-Weißensee, um dort Kunstgeschichte zu studieren, wurde aber an der Kunsthochschule abgelehnt. Die Mitbewohnerinnen in ihrer Wohngemeinschaft, Donata Wenders (die spätere Frau von Wim Wenders) und Sophie Rois, weckten ihr Interesse für die Schauspielerei. So änderte sie ihren Plan und studierte zunächst Schauspiel bei Heidi Walier in Berlin und Oleg Kudriaschow in Moskau, dann an der Kölner Trapp-Schauspielschule.

### Theater
Erste Theaterengagements hatte Busch am Düsseldorfer Schauspielhaus und in St. Petersburg. Ein festes Engagement hatte sie an der Berliner Volksbühne, wo sie in René Polleschs Inszenierungen Sex (2002), Soylent Green (2003), Der Leopard von Singapur und Pablo in der Plusfiliale wirkte. Unter Pollesch war sie auch in der Spielzeit 2012/13 am Schauspielhaus Zürich in dem Stück Macht es für euch! und in der Spielzeit 2017/18 am Schauspielhaus Zürich in dessen Bühnenadaption Hello, Mister MacGuffin! zu sehen. Wiederholt arbeitete sie im Zeitraum von 2017 bis 2019 am Schauspielhaus Zürich mit Barbara Frey zusammen, so u. a. in Heinrich von Kleists Der zerbrochne Krug (Spielzeit 2017/18) oder William Shakespeares Hamlet (Spielzeit 2018/19). Thomas Dannemann holte Busch in der Spielzeit 2010/11 an das Staatstheater Stuttgart, wo sie in Bertolt Brechts Der gute Mensch von Sezuan die Doppelrolle der Shen Te und Shui Ta spielte. Am Schauspiel Frankfurt übernahm sie in der Spielzeit 2020/21 in der Bühneninszenierung Malina nach dem Roman Ingeborg Bachmann die Titelrolle.
2009 spielte Busch im Bühnenstück Das Leben des Siegfried im Rahmen der Nibelungenfestspiele Worms die Doppelrolle der Frigga und des Vaters. 2019 war sie erneut bei den Festspielen unter der Regisseurin Lilja Rupprecht im Stück Überwältigung als Brünhild zu sehen. 2021 kehrte Inga Busch als festes Ensemblemitglied zurück an die Berliner Volksbühne.

### Film und Fernsehen
1991 gab Busch als junge flippige Annarina in Detlev Bucks Filmkomödie Karniggels ihr Debüt auf der Kinoleinwand. 1993 war sie in Horst Johann Sczerbas Die Schamlosen als Ladendiebin erstmals im Fernsehen zu sehen. 1995 spielte sie unter Matti Geschonneck in dessen Fernsehfilm Matulla und Busch, nach dem gleichnamigen Roman von Klaus Schlesinger, die Rolle der Alla an der Seite von Erwin Geschonneck und Fred Delmare. 1997 erhielt sie den Adolf-Grimme-Preis für ihre Rolle der Mieke Sonntag in Lutz Konermanns Fernsehdrama Eine fast perfekte Liebe. Michael Haneke besetzte sie ebenfalls 1997 in seiner Franz-Kafka-Verfilmung Das Schloß als Amalia, der Filmschwester von Ulrich Mühe, der die Hauptrolle des Landvermessers K. spielte. Zusammen mit Mühe spielte sie 1999 auch in Peter Vogels Einfach raus.
Busch wirkte in einigen Kinder- und Jugendproduktionen mit, so 2002 als Reporterin Karla Kolumna in der Realverfilmung der Hörspielreihe Bibi Blocksberg von Hermine Huntgeburth, in Felicitas Darschins Märchenfilm Zwerg Nase an der Seite von Markus Majowski als Gräfin Wilhelmine und in der Märchenadaption Der Prinz im Bärenfell von Bodo Fürneisen als Tante Hedwig. 2013 übernahm sie in der Kinder- und Jugendserie Binny und der Geist als Kommissarin Steffi Schuster eine durchgehende Rolle. Die Rolle einer Kommissarin spielte sie auch in Christian Theedes Die Pfefferkörner und der Schatz der Tiefsee, dem zweiten Kinofilm der seit 1999 laufenden Kinderserie Die Pfefferkörner.
Seit 1995 übernimmt Inga Busch regelmäßig Rollen in zahlreichen Fernsehserien und -reihen, u. a. in Die Kommissarin, Tatort, Polizeiruf 110, Sperling, Ein starkes Team, Commissario Laurenti und Der Alte. In den Jahren 2015 und 2018 spielte Busch in dem ZDF-Sechsteiler Tannbach – Schicksal eines Dorfes unter der Regie von Alexander Dierbach die Rolle der dörflichen Gastwirtin Cilly Imhoff, deren Sohn (Jonathan Berlin) bei der Hitlerjugend war und sich nach dem Krieg als eifriger Grenzsoldat verdingt. Im Januar 2023 war sie als Lucie John, die jüdischstämmige Ehefrau des Juristen und Widerstandskämpfers Otto John, in der sechsteiligen ARD-Miniserie Bonn – Alte Freunde, neue Feinde zu sehen.

## Filmografie

### Kino
- 1991: Karniggels
- 1995: Gentleman
- 1997: Blutrausch
- 1997: Obsession
- 1998: Aprilkinder
- 1999: Virtual Vampire
- 2000: Fremde Freundin
- 2001: Prüfstand 7
- 2002: Bibi Blocksberg
- 2003: 4 Freunde und 4 Pfoten
- 2004: Alles auf Zucker!
- 2005: Stadt als Beute
- 2006: Maria an Callas
- 2007: Das wilde Leben
- 2007: Blöde Mütze!
- 2008: Märzmelodie
- 2008: Little Paris
- 2008: Palermo Shooting
- 2009: Ghosted
- 2011: Das traurige Leben der Gloria S.
- 2012: Offroad
- 2013: Art Girls
- 2015: Dora oder die sexuellen Neurosen unserer Eltern
- 2016: Ferien
- 2017: Fühlen Sie sich manchmal ausgebrannt und leer?
- 2019: Golden Twenties
- 2020: Die Pfefferkörner und der Schatz der Tiefsee
- 2021: Ich bin dein Mensch
- 2022: Mermaids Don’t Cry
- 2023: Geschlechterkampf – Das Ende des Patriarchats

### Fernsehen

#### Fernsehfilme
- 1994: Die Schamlosen
- 1995: Der Sandmann
- 1995: Kommt Mausi raus?!
- 1995: Matulla und Busch
- 1995: Eine fast perfekte Liebe
- 1997: Das Schloß
- 1999: Einfach raus
- 1999: Tournee ins Paradies
- 2002: Das Paradies ist eine Falle
- 2006: Die Frau am Ende der Straße
- 2007: Die Sterneköchin
- 2008: Zwerg Nase
- 2015, 2018: Tannbach – Schicksal eines Dorfes (Sechsteiler)
- 2015: Der Prinz im Bärenfell
- 2016: Kästner und der kleine Dienstag
- 2017: Viel zu nah
- 2018: Frankfurt, Dezember 17

#### Fernsehserien und -reihen
- 1995: Die Kommissarin (Folge Böses Erwachen)
- 1997: Tatort – Geld oder Leben
- 1998: Polizeiruf 110 – Katz und Kater
- 1999: Sperling und der falsche Freund
- 2000: Ein starkes Team – Bankraub
- 2000: Schimanski – Tödliche Liebe
- 2001: Tatort – Du hast keine Chance
- 2003: Polizeiruf 110 – Pech und Schwefel
- 2004: Polizeiruf 110 – Der Prinz von Homburg
- 2004: Tatort – Verlorene Töchter
- 2006: Polizeiruf 110 – Die Lettin und ihr Lover
- 2006: Polizeiruf 110 – Die Mutter von Monte Carlo
- 2008: Polizeiruf 110 – Kellers Kind
- 2008: Commissario Laurenti – Der Tod wirft lange Schatten
- 2008: Rosa Roth – Der Fall des Jochen B.
- 2009: Flemming (Folge Glanz in deinen Augen)
- 2010: KDD – Kriminaldauerdienst
- 2011: Der Alte (Folge Tödliche Ermittlung)
- 2011: Küstenwache (Folge Eiskalte Engel)
- 2012: Finn Zehender – Mörderische Jagd
- 2012: Ein Fall für zwei (Folge Eine Million in kleinen Scheinen)
- 2013: Polizeiruf 110 – Fischerkrieg
- 2014–2016: Binny und der Geist (4 Folgen)
- 2014: Tatort – Frühstück für immer
- 2016: Ein starkes Team – Knastelse
- 2021: Tatort – Der feine Geist
- 2023: Bonn – Alte Freunde, neue Feinde (6 Folgen)
- 2025: Der Barcelona-Krimi – Wächter der Stadt

## Hörspiele (Auswahl)
- 2008: A. L. Kennedy: Paradies – Bearbeitung und Regie: Irene Schuck (Hörspiel – MDR/NDR)
- 2013: Pete Dexter: Deadwood – Regie: Leonhard Koppelmann (Hörspiel (2Teile) – DKultur)
- 2014: Francis Durbridge: Paul Temple und der Fall Gregory (Kellnerin/Dr. Kay Wiseman/Madison/Virginia/Sergeanten) – Bearbeitung (gemeinsam mit Bastian Pastewka) und Regie: Leonhard Koppelmann (Original-Hörspiel, Kriminalhörspiel – WDR/SWR)
- 2015: Wilhelm Genazino: Ein Regenschirm für diesen Tag (Susanne) – Bearbeitung und Regie: Lutz Oehmichen/Heike Tauch (Hörspiel (3D-Kunstkopf) – RBB)

## Auszeichnungen
- 1997: Adolf-Grimme-Preis für Eine fast perfekte Liebe
- 1999: Publikumspreis beim Filmfestival Max Ophüls Preis für Aprilkinder
- 2004: Hessischer Fernsehpreis für ihre Darstellung in Polizeiruf 110: Der Prinz von Homburg